# Svenska Mästerskapet
Svenska Mästerskapet war die Meisterschaftsendrunde im schwedischen Fußball bis zur Einführung der Allsvenskan im Jahr 1924.

## Geschichte
Der Wettbewerb wurde in seiner dreißigjährigen Geschichte von unterschiedlichen Verbänden ausgerichtet. 1896 startete die Meisterschaftsrunde unter Leitung des Svenska Idrottsförbundet. 1904 übernahm der Riksidrottsförbundet formal die Ausrichtung, die jedoch an den Svenska Bollspelsförbundet delegiert wurde. 1905 teilten sich der Bollspelsförbundet und der im Vorjahr neu gegründete Svenska Fotbollförbundet die Leitung, ehe ab dem Folgejahr die Meisterschaft ausschließlich vom Svenska Fotbollförbundet ausgetragen wurde. Die vom Idrottförbundet zwischen 1896 und 1903 ausgetragenen Titelkämpfe wurden später nachträglich vom Fotbollförbundet als offizielle Meisterschaften anerkannt.
Der schwedische Meister erhielt ab 1904 den nach dem ersten Vorsitzenden des schwedischen Fußballverbandes, Clarence von Rosen, benannten Von-Rosens-Pokal. Dieser war vorher von ihm als Trophäe des 1899 begonnenen Rosenska Pokalen ausgelobt worden, der nach der Austragung der Meisterschaft durch den Fotbollförbundet in der Meisterschaft aufging.
Herausragende Mannschaft der Anfangsjahre des schwedischen Fußballs war mit elf Titelgewinnen der Göteborger Klub Örgryte IS, der auch am ersten Fußballspiel zwischen zwei schwedischen Mannschaften – Gegner am 22. Mai 1892 war IS Lyckans Soldater – beteiligt war. Insbesondere Göteborger – Örgryte IS, IFK Göteborg, GAIS und Göteborgs IF errangen insgesamt 17 Meisterschaften – und Stockholmer Vereine – AIK und Djurgårdens IF gewannen den Titel zusammen zehnmal – dominierten den Wettbewerb.

## Endspiele um die schwedische Meisterschaft

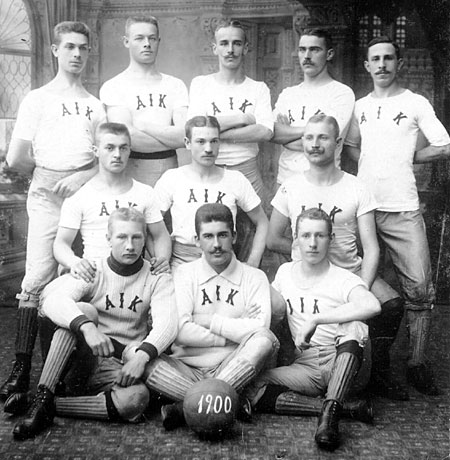
Meistermannschaft von AIK von 1900

Meistermannschaft von Örgryte IS von 1907

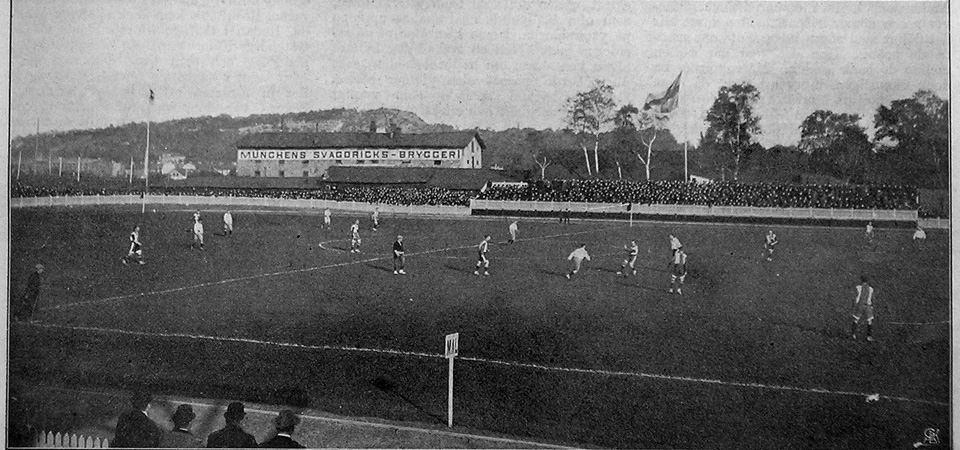
Endspiel zwischen IFK Göteborg und IFK Uppsala 1908

| Jahr | Spielort                                           | Mannschaften                     | Resultat |
| ---- | -------------------------------------------------- | -------------------------------- | -------- |
| 1896 | Skånska Husarregementets fotbollsplan, Helsingborg | Örgryte IS – IS Idrottens Vänner | 3:0      |
| 1897 | Idrottsplatsen, Göteborg                           | Örgryte IS – Örgryte IS 2        | 1:0      |
| 1898 | Gärdet, Stockholm                                  | Örgryte IS – AIK                 | 3:0      |
| 1899 | Idrottsplatsen, Göteborg                           | Örgryte IS – Göteborgs FF        | 4:0      |
| 1900 | Lindarängen, Stockholm                             | AIK – Örgryte IS                 | 1:0      |
| 1901 | Idrottsplatsen, Göteborg                           | AIK – Örgryte IS 2               | w.o.     |
| 1902 | Vallområdet, Jönköping                             | Örgryte IS – Jönköpings AIF      | 9:0      |
| 1903 | Idrottsplatsen, Göteborg                           | Göteborgs IF – Göteborgs FF      | 5:2      |
| 1904 | Stockholms idrottspark, Stockholm                  | Örgryte IS – Djurgårdens IF      | 2:1      |
| 1905 | Stockholms idrottspark, Stockholm                  | Örgryte IS – IFK Stockholm       | 2:1      |
| 1906 | Stockholms idrottspark, Stockholm                  | Örgryte IS – Djurgårdens IF      | 2:1      |
| 1907 | Stockholms idrottspark, Stockholm                  | Örgryte IS – IFK Uppsala         | 4:1      |
| 1908 | Walhalla IP, Göteborg                              | IFK Göteborg – IFK Uppsala       | 4:3      |
| 1909 | Walhalla IP, Göteborg                              | Örgryte IS – Djurgårdens IF      | 8:2      |
| 1910 | Walhalla IP, Göteborg                              | IFK Göteborg – Djurgårdens IF    | 3:0      |
| 1911 | Råsunda IP, Stockholm                              | AIK – IFK Uppsala                | 3:2      |
| 1912 | Råsunda IP, Stockholm                              | Djurgårdens IF – Örgryte IS      | 3:1      |
| 1913 | Walhalla IP, Göteborg                              | Örgryte IS – Djurgårdens IF      | 3:2      |
| 1914 | Råsunda IP, Stockholm                              | AIK – Helsingborgs IF            | 7:2      |
| 1915 | Olympiastadion. Stockholm                          | Djurgårdens IF – Örgryte IS      | 4:1      |
| 1916 | Olympiastadion. Stockholm                          | AIK – Djurgårdens IF             | 3:1      |
| 1917 | Olympiastadion. Stockholm                          | Djurgårdens IF – AIK             | 3:1      |
| 1918 | Olympiastadion. Stockholm                          | IFK Göteborg – Helsingborgs IF   | 5:0      |
| 1919 | Olympiastadion. Stockholm                          | GAIS – Djurgårdens IF            | 4:1      |
| 1920 | Olympiastadion. Stockholm                          | Djurgårdens IF – IK Sleipner     | 1:0      |
| 1921 | Olympiastadion. Stockholm                          | IFK Eskilstuna – IK Sleipner     | 2:1      |
| 1922 | Olympiastadion. Stockholm                          | GAIS – Hammarby IF               | 3:1      |
| 1923 | Olympiastadion. Stockholm                          | AIK – IFK Eskilstuna             | 5:1      |
| 1924 | Ullevi, Göteborg                                   | Fässbergs IF – IK Sirius         | 5:0      |
| 1925 | Strömvallen, Gävle                                 | Brynäs IF – IF Derby             | 4:2      |

## Meisterschaften
| Anzahl | Verein         |
| ------ | -------------- |
| 11     | Örgryte IS     |
| 6      | AIK            |
| 4      | Djurgårdens IF |
| 3      | IFK Göteborg   |
| 2      | GAIS           |
| 1      | Brynäs IF      |
| 1      | IFK Eskilstuna |
| 1      | Fässbergs IF   |
| 1      | Göteborgs IF   |